# Loch Kander
Loch Kander, auch Coire Loch Kander, ist ein Süßwassersee am Südwestrand der schottischen Council Area Aberdeenshire. Er liegt in den Grampian Mountains etwa elf Kilometer südöstlich von Braemar.

## Beschreibung
Der See liegt auf einer Höhe von 678 m ASL. Der rundliche Loch Kander weist eine maximale Länge von 0,22 Kilometern bei einer maximalen Breite von 0,19 Kilometern auf, woraus sich eine Fläche von 3 Hektar und ein Umfang von einem Kilometer ergeben. Der See besitzt ein Volumen von 188.914 Kilolitern. Sein Einzugsgebiet beträgt 111 Hektar. Loch Kander besitzt eine durchschnittliche Tiefe von 6,4 Metern. Am Nordostufer fließt der Allt Loch Kander ab, der in den Allt an Loch mündet, den Hauptzufluss des Loch Callater. Der aus diesem abfließende Callater Burn wird über das Clunie Water und den Dee in die Nordsee entwässert.
Das Einzugsgebiet des Loch Kander erstreckt sich nach Südwesten zu den Hängen des 1019 Meter hohen Càrn an Tuirc und des 1064 Meter hohen Cairn of Claise, welcher die Grenze zur benachbarten Council Area Angus markiert. Die Ufer des Loch Kander sind unbesiedelt.

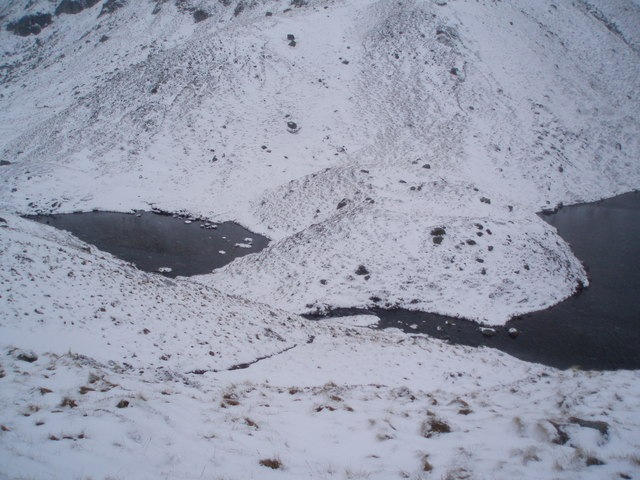
Abfluss des Allt Loch Kander
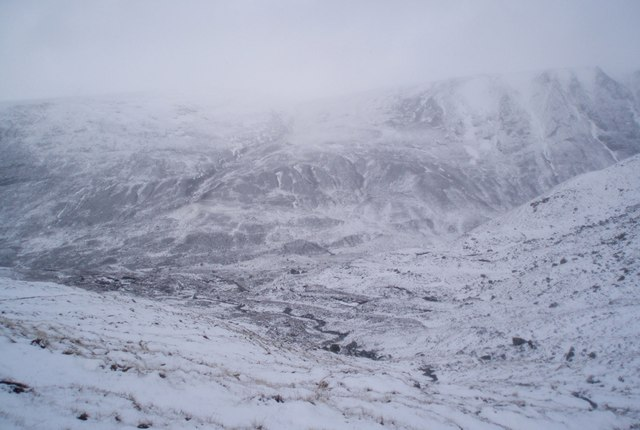
Der Allt Loch Kander strebt dem Allt an Loch im Glen Callater zu